# Moreno Fendero
Moreno Fendero (* 31. Mai 1999 in Bangui) ist ein französischer Boxer im Mittelgewicht.

## Boxkarriere
Fendero begann mit dem Boxsport 2015 in Chartres. 2018 wurde er Französischer Meister im Mittelgewicht und war 2019 Teilnehmer der Sommer-Militärweltspiele in Wuhan.
2021 wurde er erneut Französischer Meister im Mittelgewicht, gewann jeweils Bronze bei der U22-Europameisterschaft in Roseto sowie der Militärweltmeisterschaft der CISM in Moskau und startete auch bei der Weltmeisterschaft in Belgrad, wo er im Achtelfinale gegen Salvatore Cavallaro ausschied.
2022 unterlag er bei der Europameisterschaft in Jerewan im Achtelfinale gegen Mindaugas Gedminas, gewann jedoch erneut eine Bronzemedaille bei den Mittelmeerspielen in Oran.
Sein bisher größter Erfolg war der Gewinn einer Bronzemedaille im Mittelgewicht bei der Weltmeisterschaft 2023 in Taschkent; nach Siegen gegen Adam Belalia, Pawel Sosulin und Nekrus Salimow, war er im Halbfinale gegen Yoenli Hernández ausgeschieden.
Im September 2023 bestritt er sein Profidebüt in Kanada.

## Leben
Moreno Fendero ist in der Zentralafrikanischen Republik geboren, hat sieben Geschwister und wuchs seit seinem zweiten Lebensjahr mit seiner Familie im französischen Besançon auf.